# Liste des titres musicaux numéro un au Royaume-Uni en 2021
Cette page présente les no 1 des ventes de singles et d'albums au Royaume-Uni pour l'année 2021 selon The Official Charts Company.
Les classements hebdomadaires sont issus des 100 meilleures ventes de singles (UK Singles Chart) et des 100 meilleures ventes d'albums (UK Albums Chart). Ils prennent en compte les ventes physiques et numériques ainsi que les écoutes en streaming converties en équivalents ventes. Ils sont dévoilés chaque vendredi.
Les dix meilleures ventes annuelles de singles et d'albums sont également présentées.

## Classement des singles
| №  | Date         | Artiste                                     | Titre                          | Référence |
| -- | ------------ | ------------------------------------------- | ------------------------------ | --------- |
| 1  | 1er janvier  | Wham!                                       | Last Christmas                 |           |
| 2  | 8 janvier    | Little Mix                                  | Sweet Melody                   |           |
| 3  | 15 janvier   | Olivia Rodrigo                              | Drivers License                |           |
| 4  | 22 janvier   | Olivia Rodrigo                              | Drivers License                |           |
| 5  | 29 janvier   | Olivia Rodrigo                              | Drivers License                |           |
| 6  | 5 février    | Olivia Rodrigo                              | Drivers License                |           |
| 7  | 12 février   | Olivia Rodrigo                              | Drivers License                |           |
| 8  | 19 février   | Olivia Rodrigo                              | Drivers License                |           |
| 9  | 26 février   | Olivia Rodrigo                              | Drivers License                |           |
| 10 | 5 mars       | Olivia Rodrigo                              | Drivers License                |           |
| 11 | 12 mars      | Olivia Rodrigo                              | Drivers License                |           |
| 12 | 19 mars      | Nathan Evans, 220 Kid et Billen Ted         | Wellerman                      |           |
| 13 | 26 mars      | Nathan Evans, 220 Kid et Billen Ted         | Wellerman                      |           |
| 14 | 2 avril      | Lil Nas X                                   | Montero (Call Me by Your Name) |           |
| 15 | 9 avril      | Lil Nas X                                   | Montero (Call Me by Your Name) |           |
| 16 | 16 avril     | Lil Nas X                                   | Montero (Call Me by Your Name) |           |
| 17 | 23 avril     | Lil Nas X                                   | Montero (Call Me by Your Name) |           |
| 18 | 30 avril     | Lil Nas X                                   | Montero (Call Me by Your Name) |           |
| 19 | 7 mai        | Tion Wayne et Russ Millions                 | Body                           |           |
| 20 | 14 mai       | Tion Wayne et Russ Millions                 | Body                           |           |
| 21 | 21 mai       | Tion Wayne et Russ Millions                 | Body                           |           |
| 22 | 28 mai       | Olivia Rodrigo                              | Good 4 U                       |           |
| 23 | 4 juin       | Olivia Rodrigo                              | Good 4 U                       |           |
| 24 | 11 juin      | Olivia Rodrigo                              | Good 4 U                       |           |
| 25 | 18 juin      | Olivia Rodrigo                              | Good 4 U                       |           |
| 26 | 25 juin      | Olivia Rodrigo                              | Good 4 U                       |           |
| 27 | 2 juillet    | Ed Sheeran                                  | Bad Habits                     |           |
| 28 | 9 juillet    | Ed Sheeran                                  | Bad Habits                     |           |
| 29 | 16 juillet   | Ed Sheeran                                  | Bad Habits                     |           |
| 30 | 23 juillet   | Ed Sheeran                                  | Bad Habits                     |           |
| 31 | 30 juillet   | Ed Sheeran                                  | Bad Habits                     |           |
| 32 | 6 août       | Ed Sheeran                                  | Bad Habits                     |           |
| 33 | 13 août      | Ed Sheeran                                  | Bad Habits                     |           |
| 34 | 20 août      | Ed Sheeran                                  | Bad Habits                     |           |
| 35 | 27 août      | Ed Sheeran                                  | Bad Habits                     |           |
| 36 | 3 septembre  | Ed Sheeran                                  | Bad Habits                     |           |
| 37 | 10 septembre | Ed Sheeran                                  | Bad Habits                     |           |
| 38 | 17 septembre | Ed Sheeran                                  | Shivers                        |           |
| 39 | 24 septembre | Ed Sheeran                                  | Shivers                        |           |
| 40 | 1er octobre  | Ed Sheeran                                  | Shivers                        |           |
| 41 | 8 octobre    | Ed Sheeran                                  | Shivers                        |           |
| 42 | 15 octobre   | Elton John et Dua Lipa                      | Cold Heart (Pnau remix)        |           |
| 43 | 22 octobre   | Adele                                       | Easy on Me                     |           |
| 44 | 29 octobre   | Adele                                       | Easy on Me                     |           |
| 45 | 5 novembre   | Adele                                       | Easy on Me                     |           |
| 46 | 12 novembre  | Adele                                       | Easy on Me                     |           |
| 47 | 19 novembre  | Adele                                       | Easy on Me                     |           |
| 48 | 26 novembre  | Adele                                       | Easy on Me                     |           |
| 49 | 3 décembre   | Adele                                       | Easy on Me                     |           |
| 50 | 10 décembre  | Ed Sheeran et Elton John                    | Merry Christmas (en)           |           |
| 51 | 17 décembre  | Ed Sheeran et Elton John                    | Merry Christmas (en)           |           |
| 52 | 24 décembre  | LadBaby (en) feat. Ed Sheeran et Elton John | Sausage Rolls for Everyone     |           |
| 53 | 31 décembre  | Ed Sheeran et Elton John                    | Merry Christmas                |           |

## Classement des albums
| №  | Date         | Artiste                            | Titre                                           | Référence |
| -- | ------------ | ---------------------------------- | ----------------------------------------------- | --------- |
| 1  | 1er janvier  | Michael Bublé                      | Christmas                                       |           |
| 2  | 8 janvier    | Taylor Swift                       | Evermore                                        |           |
| 3  | 15 janvier   | Barry Gibb                         | Greenfields: The Gibb Brothers Songbook, Vol. 1 |           |
| 4  | 22 janvier   | You Me at Six                      | Suckapunch                                      |           |
| 5  | 29 janvier   | Bring Me the Horizon               | Post Human: Survival Horror                     |           |
| 6  | 5 février    | Celeste                            | Not Your Muse                                   |           |
| 7  | 12 février   | Foo Fighters                       | Medicine at Midnight                            |           |
| 8  | 19 février   | Slowthai                           | Tyron                                           |           |
| 9  | 26 février   | Mogwai                             | As the Love Continues (en)                      |           |
| 10 | 5 mars       | Architects                         | For Those That Wish to Exist (en)               |           |
| 11 | 12 mars      | Kings of Leon                      | When You See Yourself                           |           |
| 12 | 19 mars      | Tom Grennan                        | Evering Road                                    |           |
| 13 | 26 mars      | Lana Del Rey                       | Chemtrails over the Country Club                |           |
| 14 | 2 avril      | Ben Howard                         | Collections from the Whiteout                   |           |
| 15 | 9 avril      | The Snuts (en)                     | W.L.                                            |           |
| 16 | 16 avril     | Taylor Swift                       | Fearless (Taylor's Version)                     |           |
| 17 | 23 avril     | London Grammar                     | Californian Soil                                |           |
| 18 | 30 avril     | Tom Jones                          | Surrounded by Time                              |           |
| 19 | 7 mai        | Royal Blood                        | Typhoons                                        |           |
| 20 | 14 mai       | Rag'n'Bone Man                     | Life by Misadventure                            |           |
| 21 | 21 mai       | Paul Weller                        | Fat Pop (Volume 1)                              |           |
| 22 | 28 mai       | Olivia Rodrigo                     | Sour                                            |           |
| 23 | 4 juin       | Olivia Rodrigo                     | Sour                                            |           |
| 24 | 11 juin      | Wolf Alice                         | Blue Weekend                                    |           |
| 25 | 18 juin      | Noel Gallagher's High Flying Birds | Back the Way We Came: Vol. 1 (2011–2021)        |           |
| 26 | 25 juin      | Olivia Rodrigo                     | Sour                                            |           |
| 27 | 2 juillet    | Jack Savoretti (en)                | Europiana                                       |           |
| 28 | 9 juillet    | Olivia Rodrigo                     | Sour                                            |           |
| 29 | 16 juillet   | Inhaler                            | It Won't Always Be Like This                    |           |
| 30 | 23 juillet   | KSI                                | All Over the Place                              |           |
| 31 | 30 juillet   | Dave                               | We're All Alone in This Together (en)           |           |
| 32 | 6 août       | Billie Eilish                      | Happier Than Ever                               |           |
| 33 | 13 août      | Dave                               | We're All Alone in This Together                |           |
| 34 | 20 août      | The Killers                        | Pressure Machine                                |           |
| 35 | 27 août      | Olivia Rodrigo                     | Sour                                            |           |
| 36 | 3 septembre  | Kanye West                         | Donda                                           |           |
| 37 | 10 septembre | Drake                              | Certified Lover Boy                             |           |
| 38 | 17 septembre | Manic Street Preachers             | The Ultra Vivid Lament (en)                     |           |
| 39 | 24 septembre | Drake                              | Certified Lover Boy                             |           |
| 40 | 1er octobre  | The Lathums (en)                   | How Beautiful Life Can Be                       |           |
| 41 | 8 octobre    | The Script                         | Tales from the Script: Greatest Hits            |           |
| 42 | 15 octobre   | Sam Fender                         | Seventeen Going Under                           |           |
| 43 | 22 octobre   | Coldplay                           | Music of the Spheres                            |           |
| 44 | 29 octobre   | Elton John                         | The Lockdown Sessions                           |           |
| 45 | 5 novembre   | Ed Sheeran                         | =                                               |           |
| 46 | 12 novembre  | ABBA                               | Voyage                                          |           |
| 47 | 19 novembre  | Taylor Swift                       | Red (Taylor's Version)                          |           |
| 48 | 26 novembre  | Adele                              | 30                                              |           |
| 49 | 3 décembre   | Adele                              | 30                                              |           |
| 50 | 10 décembre  | Adele                              | 30                                              |           |
| 51 | 17 décembre  | Adele                              | 30                                              |           |
| 52 | 24 décembre  | Adele                              | 30                                              |           |
| 53 | 31 décembre  | Ed Sheeran                         | =                                               |           |

## Meilleures ventes de l'année
- Bad Habits d'Ed Sheeran est le titre le plus vendu de l'année avec 1 700 000 équivalents ventes. La chanson a été téléchargée 142 000 fois et a été la plus écoutée en streaming en 2021 avec 204 000 000 d'écoutes. Olivia Rodrigo occupe les deux autres places du podium avec Good 4 U (1 390 000 équivalents ventes et 167 000 000 de streams) et Drivers License (écouté en streaming 156 000 000 de fois)[1].

- Adele avec 30 est en tête du classement annuel des albums avec plus de 600 000 équivalents ventes dont plus de 500 000 sont des ventes pures (448 000 exemplaires écoulés en physique et 53 000 en format numérique). La chanteuse devance Ed Sheeran avec = (432 000 équivalents ventes) et le groupe ABBA avec Voyage qui totalise 400 000 équivalents ventes, dont 387 000 ventes pures. Sour d'Olivia Rodrigo, qui est quatrième, est l'album le plus écouté en streaming de l'année. Ses écoutes représentent 83% de ses 395 000 équivalents ventes[2].

| Singles | Albums |
| --- | --- |
| 1. Ed Sheeran – Bad Habits 2. Olivia Rodrigo - Good 4 U 3. Olivia Rodrigo – Drivers License 4. The Weeknd - Save Your Tears 5. Lil Nas X - Montero (Call Me by Your Name) 6. Dua Lipa - Levitating 7. The Kid Laroi et Justin Bieber - Stay 8. Glass Animals - Heat Waves 9. The Weeknd - Blinding Lights 10. Tion Wayne et Russ Millions – Body | 1. Adele – 30 2. Ed Sheeran - = 3. ABBA - Voyage 4. Olivia Rodrigo - Sour 5. Queen - Greatest Hits 6. Dua Lipa - Future Nostalgia 7. Ed Sheeran - ÷ 8. Elton John - Diamonds 9. Fleetwood Mac - 50 Years - Don't Stop 10. Dave - We're All Alone in This Together |

## Faits marquants

### Albums
- 42 albums accèdent à la première place, soit un de moins que le nombre record de l'année précédente[3].
- Avec Fearless (Taylor's Version), la chanteuse américaine Taylor Swift place un troisième album à la première place en moins d'un an (259 jours exactement) après Folklore (numéro un le 31 juillet 2020) et Evermore (numéro un le 18 décembre 2020). Elle bat ainsi un record détenu jusque là par les Beatles qui avaient placés trois albums numéro un en l'espace de 364 jours entre 1965 et 1966 (Help!, Rubber Soul et Revolver)[4]. Taylor Swift est aussi la seule artiste à placer trois albums numéro 1 en 2021: Evermore, Fearless (Taylor's Version) et Red (Taylor's Version).

- À 80 ans et 10 mois, le chanteur gallois Tom Jones devient l'interprète masculin le plus âgé à décrocher la première place du classement des albums avec Surrounded by Time, la semaine du 30 avril[5]. Le record absolu est cependant détenu par une interprète féminine, Vera Lynn, qui fut numéro 1 à l'âge de 92 ans en 2009 avec une compilation, We'll Meet Again - The Very Best of Vera Lynn[6].

- À 18 ans et 3 mois, la chanteuse américaine Olivia Rodrigo devient la plus jeune interprète en solo à réaliser le doublé numéro 1 des albums et des singles la même semaine (le 28 mai) avec l'album Sour et le single Good 4 U[7].

### Singles
- 13 titres ont atteint le numéro un en 2021.
- La chanson Last Christmas interprétée par Wham!, sortie en 1984, arrive pour la première fois en tête du classement des singles la dernière semaine de l'année 2020 (classement dévoilé le 1er janvier 2021), soit trente-six ans après sa sortie, et devient le single à avoir mis le plus de temps à être numéro 1[8]. Il bat le précédent record établi trois semaines plus tôt par All I Want for Christmas Is You de la chanteuse Mariah Carey[9]. Le record tient jusqu'en juin 2022 quand la chanson Running Up that Hill de Kate Bush arrive au sommet trente-sept ans après sa sortie originale[10].
- Ed Sheeran se distingue dans le palmarès. En effet, que ça soit en solo, en duo ou en featuring, il se retrouve quatre fois au sommet (avec Bad Habits, Shivers, Merry Christmas et Sausage Rolls for Everyone). Avec Bad Habits, il reste le plus longtemps en tête du classement dans l'année, soit onze semaines consécutives. Et il s'auto détrône pas moins de trois fois: Shivers succède ainsi à Bad Habits puis Sausage Rolls for Everyone détrône Merry Christmas qui, la semaine suivante, reprend la première place[11]. En tout Ed Sheeran aura passé 19 semaines en haut du classement.
- Elton John est numéro 1 trois fois dont deux en duo (avec Dua Lipa pour Cold Heart et avec Ed Sheeran pour Merry Christmas) et une fois en featuring avec LadBaby (en) pour Sausage Rolls for Everyone.
- Olivia Rodrigo classe deux singles au sommet, Drivers License et Good 4 U, cumulant 14 semaines à la première place.
- Avec Sausage Rolls for Everyone, le duo LadBaby établit un nouveau record en étant le numéro un de Noël pour la quatrième année consécutive[12],[13]. Il s'agit encore une fois d'une parodie enregistrée dans un but caritatif au bénéfice de l'ONG The Trussell Trust (en) qui coordonne le réseau national de banques alimentaires au Royaume-Uni. Ed Sheeran et Elton John ont participé à l'enregistrement du titre qui n'est autre qu'une parodie de leur propre chanson qu'ils interprètent en duo, Merry Christmas, et classée numéro un les deux semaines précédentes[14].